# Federació Jamaicana de Futbol
La Federació Jamaicana de Futbol, també coneguda per les sigles JFF (Jamaica Football Federation, en anglès) és l'òrgan de govern del futbol a l'illa caribenya de Jamaica. Va ser fundada l'any 1910 com a Associació Jamaicana de Futbol (Jamaica Football Association, en anglès) i va canviar al nom actual l'any 1965. L'any 1962, després que Jamaica s'independitzés del Regne Unit, es va afiliar a la Federació Internacional de Futbol Associació (FIFA) i a la Unió Caribenya de Futbol (CFU). El 1965 es va afiliar a la Confederació del Nord, Centreamèrica i el Carib de Futbol Associació (CONCACAF).
L'estructura de la JFF està formada per confederacions, associacions parroquials i associacions menors, que controlen el futbol en nom de la JFF a les seves respectives àrees. La Federació inclou set equips nacionals: les seleccions sub-15, sub-17, sub-20, sub-23, la selecció sènior masculina, la selecció femenina de futbol i la selecció de futbol platja.
El futbol ha estat present a Jamaica des de principis del segle vint. El criquet i l'atletisme són esports més populars a Jamaica, però el fet de ser una colònia britànica va fer possible que Jamaica disputés molts tornejos i competicions contra altres equips del Carib i Centreamèrica. El balanç de resultats del futbol jamaicà és més aviat negatiu, però l'any 1998 la selecció nacional jamaicana va aconseguir, per primera vegada a la seva història, classificar-se per a la fase final de la Copa del Món de Futbol de 1998 que es va disputar a França.
La Lliga jamaicana de futbol (National Premier League, en anglès), és la màxima competició de futbol a Jamaica. Va ser fundada l'any 1973 i la disputen dotze equips. Els dos primers llocs donen accés al Campionat de clubs de la CFU, ruta prèvia per accedir a la Lliga de Campions de la CONCACAF. Els dos darrers classificats baixen de categoria i són substituïts pels dos primers classificats de la segona divisió.
Des de la temporada 1990/91 es disputa la Copa jamaicana de futbol (Flow Champions Cup, en anglès), competició per eliminatòries i segona més important a Jamaica.